# Romuald Zerych

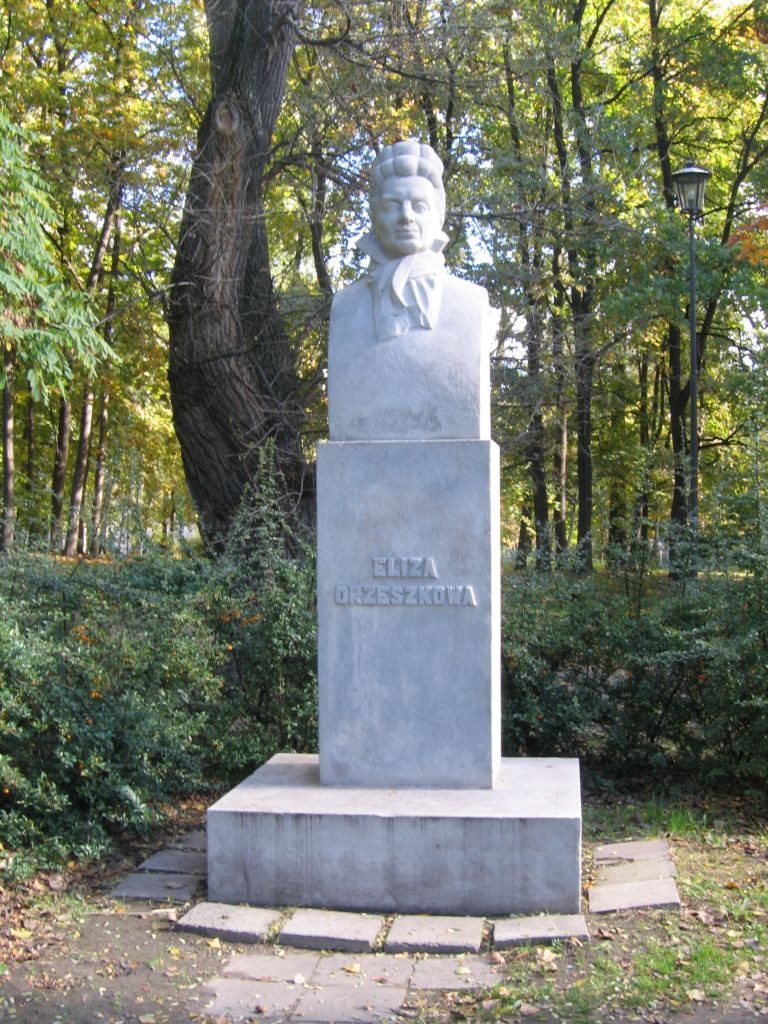
Pomnik Elizy Orzeszkowej w warszawskim parku Na Książęcem

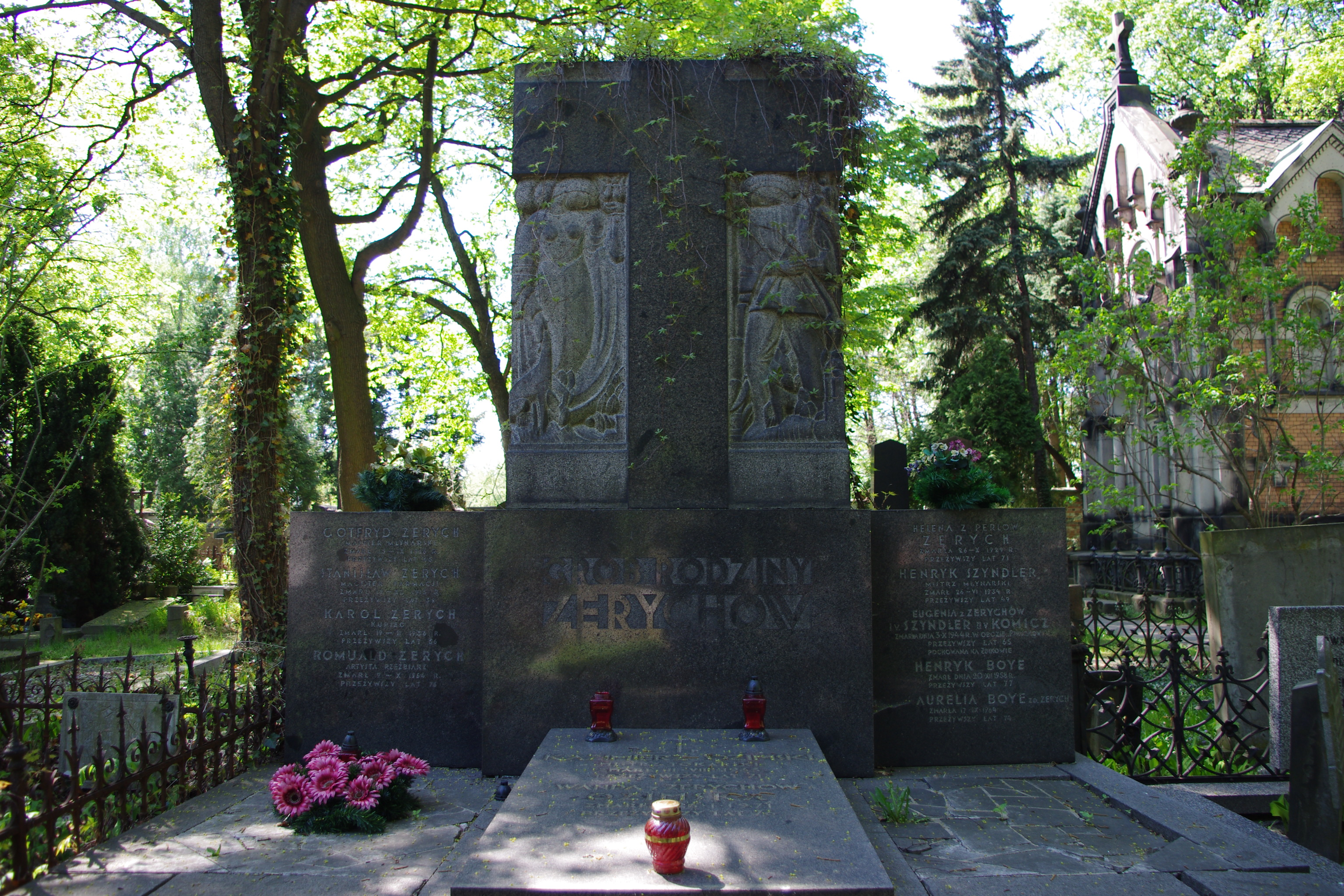
Grób Romualda Zerycha na cmentarzu ewangelicko-augsburskim w Warszawie

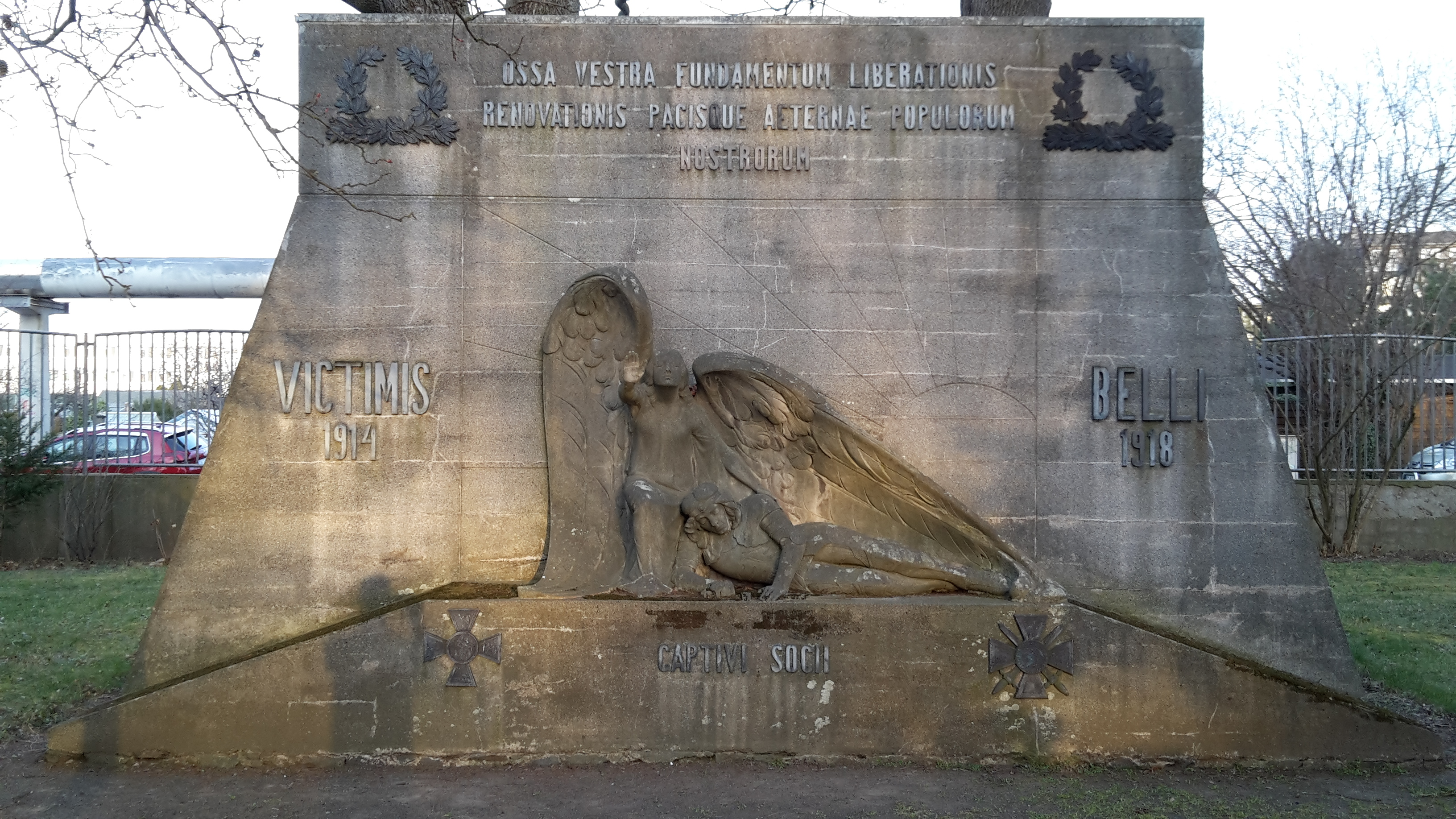
Pomnik zmarłych jeńców wojennych w Budziszynie

Romuald Zerych (ur. 7 lutego 1888 w Warszawie, zm. 2 października 1964 tamże) – polski rzeźbiarz.

## Życiorys
Urodził się w rodzinie Gotfryda i Heleny z Perle’ów. Kształcił się w Szkole Sztuk Pięknych w Warszawie i Akademii Sztuk Pięknych w Krakowie pod kierunkiem Xawerego Dunikowskiego.
W latach 1914–1918 walczył w wojsku rosyjskim, dostając się do niewoli niemieckiej pod Tannenbergiem.
W dwudziestoleciu międzywojennym poświęcił się rzeźbiarstwu; miał liczne wystawy. Zajmował się też konserwacją rzeźby.
Jest autorem m.in. pomnika zmarłych jeńców wojennych w Budziszynie, pomnika Elizy Orzeszkowej w Grodnie (1924) oraz jej popiersia w drewnie, rzeźby portretowej Stanisława Noakowskiego, tablicy z płaskorzeźbą gen. Sowińskiego (1928) umieszczoną na zewnętrznej ścianie kościoła św. Wawrzyńca na warszawskiej Woli oraz licznych nagrobków na warszawskich cmentarzach (Powązkowskim i ewangelicko-augsburskim). Zaprojektował Pomnik Mauzoleum żołnierzy poległych w bitwie pod Ostrołęką 26 maja 1831 roku, wygrywając konkurs w 1930 roku, ale prace wykonał Borys von Zinserling, dopiero podczas rewitalizacji Mauzoleum powrócono do dawnego projektu Zerycha i zamontowano jego rzeźby husarzy.
Od roku 1929 należał do Zrzeszenia Artystów Plastyków Zwornik. W latach 50. XX w. należał także do zespołu rzeźbiarskiego Stanisława Jagmina, brał udział w ratowaniu i rekonstrukcji zabytkowych posągów, między innymi rzeźb parkowych z Ogrodu Saskiego w Warszawie.
W roku 1958 w warszawskim parku Kultury i Wypoczynku (parku Na Książęcem) został odsłonięty pomnik Elizy Orzeszkowej autorstwa Zerycha, będący repliką monumentu w Grodnie.
Zmarł w Warszawie. Spoczywa na cmentarzu ewangelicko-augsburskim w Warszawie (aleja 53−1−65).